# Stolen Wages

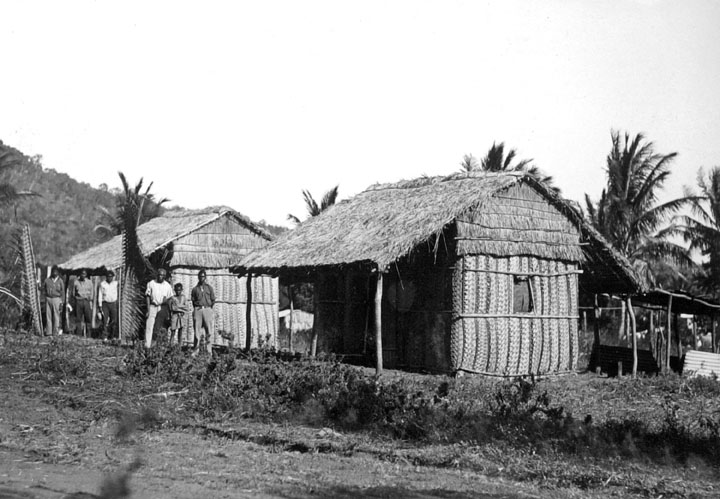
Strohgedeckte Hütten mit Wänden aus Palmenblättern für Aborigines-Männer im Palm-Island-Aborigines-Reservat, 1935

Als Stohlen Wages (Gestohlene Löhne) werden Löhne oder Teile davon in Australien bezeichnet, die den Aborigines nicht vom staatlichen Stellen ausbezahlt wurden, obwohl die Aborigines darauf Anspruch und für den Staat zwangsweise nach ihren Deportationen gearbeitet hatten. Beendet wurde diese Praxis beispielsweise in Queensland im Jahr 1972. Eingeklagt wurden die ausstehenden Löhne erst im Jahr 1998.

## Vorgeschichte
In allen australischen Kolonien und in den 1901 entstandenen australischen Bundesstaaten Australiens verhängten die Regierungen im 19. Jahrhundert Gesetze über die indigene Bevölkerung, wie beispielsweise den Aboriginal Protection and Restriction of the Sale of Opium Act im Jahr 1897 in Queensland. Dieses Gesetz gab den staatlichen Stellen völlig freie Hand für Deportationen der indigenen Bevölkerung aus ihrer angestammten Heimat und Eingriffe in das Leben der Aborigines mit Arbeitszwang in Aborigines-Reservaten, beispielsweise in das Palm-Island-Aborigines-Reservat vor der Ostküste von Far North Queensland. 
Entsprechend diesen Gesetzen wurden Löhne beziehungsweise Lohnanteile der Aborigines vom Staat vereinnahmt. Dies geschah je nach Bundesstaat von 1902 bis in die 1970er Jahre. Die Zahlungen für die Arbeit von Kindern der Aborigines wurden bis zu deren 17. Lebensjahr in voller Höhe an den Staat abgeführt und sollten im Erwachsenenalter ausbezahlt werden.

## Klagen
Im Palm Island Wages Case wurde die Regierung von Queensland 1998 auf Auszahlung von Stolen Wages  verklagt. Es ging um ungezahlte und lediglich teilweise ausgezahlten Löhne im Palm-Island-Aborigines-Reservat auf Great Palm Island, das von 1918 bis 1972 bestand. Es war das größte Aborigines-Reservat von Queensland, dorthin wurden insgesamt 3950 Aborigines deportiert. 
Queensland verlor vor Gericht. Das Urteil wurde am 31. Mai 1999 verkündet und es ermöglichte eine Zahlung von bis zu AU 7.000,00. Das Urteil wurde durch den damaligen Premierminister von Queensland Peter Beattie modifiziert, ein Mitglied der Australian Labor Party. Die Betroffenen, die vor dem 31. Dezember 1951 geboren worden waren und denen Löhne vorenthalten wurden, erhielten eine Entschädigung von AU 4.000 und alle anderen AU 2.000.
Im Jahre 1997 gründete sich die Organisation ANTaR, die mit ihrer Kampagne Stolen Wages die Interessen der Betroffenen wahrnimmt. Eine Untersuchung der Regierung von Queensland kam zum Ergebnis, dass eine Ausgleichszahlung von $55 Millionen erforderlich wäre. Nach ANTaR ist diese Summe lediglich ein geringer Anteil der Stolen Wages, denn die vorgeschlagenen $55 Millionen würden bedeuten, dass mit einer Ausgleichszahlung zum Teil für jahrzehntelange unbezahlter Arbeit mit einer Pauschale von AU 4000 bis & 2000 (etwa 1.200 EUR) abgegolten würde.

## Nachwirken
Die Debatte um die Stolen Wages führte dazu, dass in australischen Zeitungen ein Vergleich zu den Kompensationszahlungen der Bundesrepublik an Polen, Russland und an die Jewish Claims Conference gezogen wurde. In Australien werden bis heute analoge Zahlungen verweigert.